# علامة روز
علامة روز (بالإنجليزية: Rose's sign)‏ هي علامة طبية يكون فيها جلد ساق واحدة دافئًا ومتصلبًا عند الضغط عليه، يمكن أن يحدث عند الأشخاص الذين يعانون من تجلط الأوردة العميقة بسبب الوذمة في الساق المصابة.